# Oncophyllum
Oncophyllum es un género que tiene asignada cinco especies de orquídeas, de la tribu Dendrobieae de la familia (Orchidaceae). 

## Especies
- Mastigion appendiculatum
- Mastigion fascinator
- Mastigion ornatissimum
- Mastigion proboscideum
- Mastigion putidum